# Gare de Gilles - Guainville
Gare de Gilles - Guainville vasútállomás Franciaországban, Guainville településen.

## Vasútvonalak
Az állomást az alábbi vasútvonalak érintik:
- Mantes-la-Jolie–Cherbourg-vasútvonal

## Kapcsolódó állomások
A vasútállomáshoz az alábbi állomások vannak a legközelebb: